# The Squires
The Squires est un groupe de rock canadien, originaire de Winnipeg, dans le Manitoba. Il est la première formation (1963) de rock de Neil Young.

## Biographie
Le 23 juillet 1963, The Squires sont enregistrés par Harry Taylor de la chaine de radio locale CKRC. Ces enregistrements sont publiés plus tard dans l'année comme single par le label V Records. 300 exemplaires sont pressés, et seulement 10 sont reconnus encore intacts, ce qui en fait l'un des 45 tours les plus rares au monde.
Le 2 avril 1964, le groupe entre de nouveau aux studios CKRC pour enregistrer avec Harry Taylor, et, selon Young, enregistrent « pas moins de vingt morceaux. »  Le 23 novembre 1964, en tournée à Fort William, en Ontario, The Squires sont enregistrés par le DJ de la radio locale CJLX ; seules deux versions de I'll Love You Forever sont enregistrées.
La compilation The Archives Vol. 1 1963-1972 ouvre avec six morceaux des Squires, dont le single distribué par V Records, masterisé en vinyle.

## Concerts
Le groupe jouait dans plusieurs clubs, lycée et bals de promo. Ils ont joué des reprises de The Shadows, The Ventures, et The Fireballs.

## Discographie
- 2009 : The Archives Vol. 1 1963-1972